# Rebecca Staffelli
Rebecca Staffelli (Roma, 22 de mayo de 1998) es una presentadora de televisión, conductora radiofónica y modelo italiana.

## Biografía
Rebecca Staffelli nació el 22 de mayo de 1998 en Roma (Italia), de madre Matilde Zarcone y padre Valerio Steffelli, ambos rostros de la televisión, respectivamente como valeta de Buona Domenica y corresponsal de Striscia la notizia; tiene un hermano mayor llamado Riccardo. Hija del arte, desde la adolescencia ha sido una apasionada del mundo del espectáculo, la actuación y la moda.

## Carrera
Rebecca Staffelli creció habiéndose mudado a Milán debido al trabajo de sus padres, donde completó sus estudios primarios y secundarios en la escuela secundaria en ciencias humanas, con enfoque económico-social de Milán, decidió emprender estudios universitarios en el extranjero. Posteriormente, en el último momento, decide abandonar el plan de mudarse a estudiar a Estados Unidos para empezar a trabajar en el mundo del espectáculo luego de que, en 2018, con apenas viente años le ofrecieran la oportunidad de conducir el programa en La5 Colpo di tacchi. Apasionada por la moda y el mundo del espectáculo, de 2015 a 2018 abrió un canal YouTube y comenzó a trabajar como modelo en Milán.
En 2019 participó como competidor en el programa emitido en La5 Gym me 5 y también fue anfitriona del certamen de belleza Miss Universo Italia. En el mismo año debutó como actriz en la pantalla chica con el papel de Sor Clementina en la película para televisión Din Don - Il ritorno dirigido por Paolo Geremei. En 2019 y 2020 participó como comentarista en los programas de televisión Pomeriggio Cinque y Domenica Live, ambos emitidos en Canale 5 conducidos por Barbara D'Urso. En 2021 debutó como locutora de Radio 105 conduciendo el programa 105 Holidays.
Desde el 10 de enero de 2022, junto a Alessandro Sansone, presenta el programa de radio 105 Night Express, emitido en Radio 105. En el mismo año, junto a Mariasole Pollio, presentó el evento musical Coca Cola Summer Festival, emitido en Radio 105. En el mismo año volvió a actuar en la secuela de la película para televisión de Paolo Geremei Din Don - Il ritorno, titulado Din Don - Un paese in due, en la que volvió a interpretar el papel de Sor Clementina. En 2022 y 2023 participó en la vigésima segunda edición del concurso de talentos musicales Amici di Maria De Filippi, como representante de Radio Mediaset.
En 2023, junto a Mariasole Pollio, presentó el evento musical Tezenis Summer Festival, emitido en Radio 105. En el mismo año se convirtió en testimonio de la marca Global Hair & Beauty Ambassador para los productos K-time y Jvone Milano. En el verano del mismo año presentó el evento Giffoni Music Concept en el Festival de Cine de Giffoni. En 2023 y 2024 fue elegida para cubrir el papel de corresponsal social en la decimoséptima edición de Grande Fratello, emitida en Canale 5 y conducida por Alfonso Signorini. En el verano de 2024, junto con Ilary Blasi y Alvin, comenzó a conducir el programa musical Battiti Live, transmitido por Radionorba y Canale 5.

## Vida personal
Rebecca Staffelli desde 2018 está vinculada sentimentalmente con Alessandro Basile, emprendedor, DJ, productor musical y ex pretendiente de Uomini e donne (2015-2016).

## Disputas
Rebecca Staffelli en abril de 2022 demandó por difamación al trampero de Monza Simone Rizzuto, conocido artísticamente como Mr. Rizzus, por una canción sexista en la que su nombre aparece en algunas frases, acompañado de claras incitaciones a la violencia, y al lombardo Simone P. de Tirano, que había lanzado la canción en sus redes sociales. Los dos se reunieron más tarde en el tribunal de Monza, donde Rebecca dijo que tuvo que mudarse de casa porque temía por su seguridad.

## Programas de televisión
| Año       | Título                    | Cadeña    | Role                                 |
| --------- | ------------------------- | --------- | ------------------------------------ |
| 2018      | Colpo di tacchi           | La5       | Conductora                           |
| 2019      | Gym me 5                  | La5       | Ella Misma / Concursante             |
| 2019      | Miss Universo Italia      | La5       | Conductora                           |
| 2019-2020 | Pomeriggio Cinque         | Canale 5  | Columnista                           |
| 2019-2020 | Domenica Live             | Canale 5  | Columnista                           |
| 2022      | Coca Cola Summer Festival | Radio 105 | Coanfitrión                          |
| 2022-2023 | Amici di Maria De Filippi | Canale 5  | Como representante de Radio Mediaset |
| 2023      | Tezenis Summer Festival   | Radio 105 | Coanfitrión                          |
| 2023-2024 | Grande Fratello 17        | Canale 5  | Enviada social                       |
| 2024      | Battiti Live              | Canale 5  | Coanfitrión                          |

## Radio
| Año           | Título            | Cadeña    | Role       |
| ------------- | ----------------- | --------- | ---------- |
| 2021          | 105 Holidays      | Radio 105 | Conductora |
| 2022-presente | 105 Night Express | Radio 105 | Conductora |

## Eventos
| Año  | Título                |
| ---- | --------------------- |
| 2023 | Giffoni Music Concept |

## Filmografía

### Actriz

#### Televisión
| Año  | Título                    | Rol            | Cadeña   | Notas                                                 |
| ---- | ------------------------- | -------------- | -------- | ----------------------------------------------------- |
| 2019 | Din Don - Il ritorno      | Sor Clementina | Italia 1 | Películas para televisión dirigidos por Paolo Geremei |
| 2022 | Din Don - Un paese in due | Sor Clementina | Italia 1 | Películas para televisión dirigidos por Paolo Geremei |